# Franz Löwy

Kleininserat im Jahre 1914

Kleininserat im Jahre 1919

Logo auf Fotos, 1930er

Franz Löwy (geboren 1. Jänner 1883 in Ostrau, Österreich-Ungarn; gestorben 2. Mai 1949 vermutlich in Rio de Janeiro) war ein österreichischer Atelier- und Gesellschaftsfotograf. Seine bekannte Schaffensperiode liegt zwischen 1900 und 1938 mit Ateliers in Jägerndorf, Wien, Paris und Karlsbad.

## Leben und Wirken
Franz Löwy reiste anfangs durch Europa und arbeitete in Paris und anderen Städten. Im Jahre 1910 eröffnete er auf der Mariahilfer Straße 17 im sechsten Wiener Gemeindebezirk ein Atelier, welches anfangs unter dem Namen „Titian“ firmierte. Im selben Jahr befand sich in der Rudolfstraße 18 in Jägerndorf in Österreichisch-Schlesien (heute Krnov in Tschechien) ein Atelier. 1916 wurde er Mitglied der Photographischen Gesellschaft, um 1918 auch der Genossenschaft der Photographen in Wien. Ab 6. März 1917 war er in Wien gemeldet, in der Königsklostergasse 7/11, ebenfalls im sechsten Gemeindebezirk. Ab 1919 verzichtete er auch im Inserat des Branchenverzeichnisses von Lehmann (Ausgabe: Anfang des Jahres) auf die Bezeichnung „Titian“ und firmierte nur mehr unter seinem eigenen Namen.
Schon im Jahre 1917 schrieb Peter Altenberg: „So Mancher jedoch glaubt, man müsse bei »Goldman und Salatsch« ausstaffiert werden, bei »Wunderer« seine »Dessous« beziehen und bei »Helene von Zimmerauer« oder »Franz Löwy« seine Photographien; Alles Dieses erscheint in schlaflosen Nachtstunden unnötig.“
Nach dem Ersten Weltkrieg eröffnete Löwy ein weiteres Atelier in der Lothringerstraße 20 im dritten Wiener Gemeindebezirk, welches bis 1927 bestand. Während dieser Zeit ging er auch nach Paris, wo er eine Filiale eröffnete. Eine weitere Niederlassung befand sich in Karlsbad. In den 1920er Jahren begann er bekannte Künstler zu fotografieren und veröffentlichte davon auch Bildpostkarten. Weitere Schwerpunkte lagen auf Akt- und Tanzaufnahmen, in seinem Atelier veranstaltete er eigenen Ausstellungen, so 1920, 1922 und 1931 und war daneben auch auf Gruppenausstellungen vertreten.
Auch im folgenden Jahrzehnt bannte er Prominente auf Fotos und arbeitete bei seinen Porträts nun auch mit Öl- und Bromöldruck.
Aus seiner Ehe mit Rosa (* um 1888) gingen die Kinder Liselotte (* um 1910) und  Marianne (* um 1915) hervor. In der Königsklostergasse 7/11 war er bis 17. Jänner 1938 gemeldet. Nach dem Anschluss Österreichs am 12. März 1938 ist er am 18. Juli 1938 als nach Paris abgemeldet registriert. Er emigrierte von dort nach Brasilien. Er und seine Frau Rosa wurden in Rio de Janeiro auf dem Cemitério de São João Batista beigesetzt.
Seine Fotografien wurden unter anderem in der von Monika Faber kuratierten Ausstellung Tanz: Foto. Annäherungen und Experimente 1880–1940 im Österreichischen Fotoarchiv im Museum moderner Kunst (1990) und in Übersee. Flucht und Emigration österreichischer Fotografen 1920–1940 in der Kunsthalle Wien (1998) gezeigt.
Trotz seiner prominenten Kundschaft ist er nicht mit dem Studio des k. u. k. Hofphotographen Josef Löwy zu verwechseln.

## Gruppenausstellungen zu Lebzeiten
- 1919: Photobildnisse im Militärgeographischen Institut Wien vom 28. Mai bis 9. Juni.
- 1922: Graphische Lehr- und Versuchsanstalt anlässlich des 60-jährigen Jubiläums der Photographischen Gesellschaft vom 15. bis 18. Jänner.
- 1931: Photo und Reklame. Sonderausstellung im Rahmen der Wiener Herbstmesse vom 6. bis 13. September.

## Veröffentlichungen
Texte
- Franz Löwy: Der Spiegel in der Bildnisphotographie. In: Photographische Korrespondenz. Wien 1921, S. 72–74.
- Franz Löwy: Meine Erfahrungen mit Kodak-Porträtfilmen. In: Photographische Nachrichten. Wien 1923, S. 359–361.
- Franz Löwy: Pariser Eindrücke. In: Allgemeine Photographische Zeitung. Wien 1923, S. 52–53.
- Franz Löwy: Etwas über das österreichische Preßgesetz mit Bezugnahme auf die Porträtphotographie. In. Photographische Nachrichten. Wien 1925, S. 62–63.

Bücher
- Frank Thiess: Der Tanz als Kunstwerk. Studien zu einer Ästhetik der Tanzkunst. Delphin-Verlag, München 1920.
- Franz Löwy: Das schöne nackte Weib. Vierzehn Reproduktionen nach photographischen Bildern. Frisch & Co, Wien-Leipzig 1921.
- Hermann und Marianne Aubel: Der künstlerische Tanz unserer Zeit. Langwiesche, Königstein am Taunus 1928
Neudruck der Erstausgabe nebst Materialien zur Editionsgeschichte bearbeitet von Hans-Curt Köster. Mit einem Essay von Frank-Manuel Peter. Hrsg. Albertina, Wien. Langewiesche, Königstein im Taunus 2002, ISBN 3-7845-3450-3.

Arbeiten für Zeitungen und Zeitschriften
- Photographische Korrespondenz. 1917, 1919 bis 1921, 1929, 1932.
- Sport und Salon. 1918.[5]
- Die Bühne. 1924 und 1925.
- Radio Wien. 1929 bis 1932.
- Moderne Welt. 1930.
- Wiener Illustrierte. 1930 bis 1931.